# Discographie de Wang Lee-hom
La discographie des Wang Lee-hom, chanteur de Mandopop taïwano-américain, est composée de dix-sept albums studio, dix-huit singles, cinq albums en concert et quatre compilations.

## Albums

### Albums studio
| Album                                   | Information                                                                        | Ventes           |
| Mandarin                                | Mandarin                                                                           | Mandarin         |
| --------------------------------------- | ---------------------------------------------------------------------------------- | ---------------- |
| Love Rival Beethoven (情敵貝多芬)       | - Sortie: 12 décembre 1995 - Label: Bertelsmann Music Group                        | N/A              |
| If You Heard My Song (如果你聽見我的歌) | - Sortie: 7 août 1996 - Label: Decca Records                                       | N/A              |
| Missing You (好想你)                    | - Sortie: 17 décembre 1996 - Label: Decca Records                                  | N/A              |
| White Paper (白紙)                      | - Sortie: 18 juillet 1997 - Label: Decca Records                                   | N/A              |
| Revolution (公轉自轉)                   | - Sortie: 21 août 1998 - Label: Sony Music                                         | Taïwan: 100 000+ |
| Impossible to Miss You (不可能錯過你)   | - Sortie: 22 juin 1999 - Label: Sony Music                                         | Taïwan: 190 000+ |
| Forever's First Day (永遠的第一天)      | - Sortie: 5 juin 2000 - Label: Sony Music                                          | Taïwan: 200 000+ |
| The One and Only (唯一)                 | - Sortie: 27 septembre 2001 - Label: Sony Music                                    | 1 000 000+       |
| Unbelievable (不可思議)                 | - Sortie: 15 octobre 2003 - Label: Sony Music                                      | 1 300 000+       |
| Shangri-La (心中的日月)                 | - Sortie: 31 décembre 2004 - Label: Sony BMG                                       | 2 000 000+       |
| Heroes of Earth (蓋世英雄)              | - Sortie: 30 décembre 2005 - Label: Sony BMG                                       | 3 000 000+       |
| Change Me (改變自己)                    | - Sortie: 13 juillet 2007 - Label: Sony BMG                                        | 2 000 000+       |
| Heart Beat (心．跳)                     | - Sortie: 26 décembre 2008 - Label: Sony Music                                     | 1 800 000+       |
| The 18 Martial Arts (十八般武藝)        | - Sortie: 12 août 2010 - Label: Sony Music                                         | 1 600 000+       |
| Your Love (你的愛。)                    | - Sortie: 23 janvier 2015 - Label: Homeboy Music, Inc.                             | N/A              |
| Japonais                                |                                                                                    |                  |
| The One and Only (ジ・オンリー・ワン)   | - Sorties: - 23 avril 2003 ( Japon) - 9 mai 2003 ( Taïwan) - Label: Sony Music     | N/A              |
| Hear My Voice                           | - Sorties: - 23 juin 2004 ( Japon) - 23 juillet 2004 ( Taïwan) - Label: Sony Music | N/A              |

### Compilations
| Album                                                               | Information                                               | Ventes  |
| ------------------------------------------------------------------- | --------------------------------------------------------- | ------- |
| Good Leehom Compilation (好力宏精選)                                | - Sortie: 12 août 1998 ( Taïwan) - Label: Decca Records   | 50 000  |
| Leehom Music Century (王力宏創世紀)                                 | - Sortie: 1er janvier 2001 ( Taïwan) - Label: Sony Music  | 75 000  |
| Evolution - New and Best Selection (王力宏的音樂進化論 - 新曲+精選) | - Sortie: 14 octobre 2002 ( Taïwan) - Label: Sony Music   | 150 000 |
| Open Fire (王力宏 火力全開 - 新歌+精选)                             | - Sortie: 30 septembre 2011 ( Taïwan) - Label: Sony Music | 300 000 |

### Albums live
| Album                                                                 | Information                                              |
| --------------------------------------------------------------------- | -------------------------------------------------------- |
| Revolution Live Concert (繞著力宏轉音樂會)                            | - Sortie: 1er avril 1999 ( Taïwan) - Label: Sony Music   |
| Impossible to Miss You Concert (不可能錯過你演唱會)                   | - Sortie: 18 novembre 1999 ( Taïwan) - Label: Sony Music |
| Heroes of Earth Live Concert (蓋世英雄 Live Concert 演唱會影音全記錄) | - Sortie: 11 août 2006 - Label: Sony BMG                 |
| 2008 MUSIC-MAN World Tour                                             | - Sortie: 4 septembre 2009 ( Taïwan) - Label: Sony Music |
| Open Fire Music-Man II 2012 (火力全開 MUSIC - MAN II 2012 演唱會)     | - Sortie: 2012 - Label: Sony Music                       |

## Singles

### Singles en mandarin
- 1998: Revolution (公轉自轉)
- 2001: The One and Only (唯一)
- 2002: Two People Do Not Equal Us (兩個人不等于我們)
- 2004: Miracle of Love (愛の奇跡)
- 2004: Dream Again
- 2004: Shangri-La (心中的日月)
- 2005: Mistakes in the Flower Field (花田错)
- 2006: As Time Goes By
- 2007: Falling Leaf Returns To Root (落葉歸根)
- 2008: What's Wrong with Rock? (搖滾怎麼了)
- 2011: Open Fire (火力全開)
- 2011: Still In Love with You (依然愛你)
- 2012: 12 Zodiacs (十二生肖)
- 2014: Lose Myself (忘我) (featuring Avicii)[17]

### Singles en cantonais
- 2000: Take Your Time (每天愛你廿四小時)

### Singles en japonais
- 2003: Last Night (たった一人の君へ/ラスト・ナイト)[18]
- 2003: Miracle of Love (愛の奇跡)
- 2004: Dream Again

## Autres
- 1996: Nature (大地的窗口)
  - Piste 1 - Nature
- 2006: Sony Ericsson - Wei Ni Er Sheng (Limited Edition) 为你而声(限定盘)
  - Piste 1 - Mistakes in the Flower Field (花田错) (Remix)
  - Piste 2 - Kiss Goodbye (Instrumental)
- 2006: Sony Ericsson - Yin Yue Chuang Zuo Live CD (音樂創作 Live CD)
  - Piste 1 - Heroes of Earth (蓋世英雄)
  - Piste 2 - Shangri-La (心中的日月)
  - Piste 3 - A Simple Song (一首簡單的歌)
  - Piste 4 - Julia
  - Piste 5 - Impossible to Miss You (不可能錯過你)
  - Piste 6 - The One and Only (唯一)